# Ben Lear

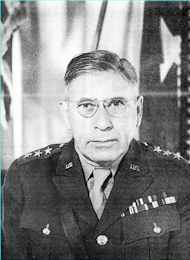
Generalleutnant Ben Lear

Benjamin „Yoo-Hoo“ Lear (* 12. Mai 1879 in Hamilton, Ontario, Kanada; † 1. November 1966 in Murfreesboro, Tennessee) war ein US-amerikanischer Offizier der US Army, der bei den Olympischen Sommerspielen 1912 in Stockholm im Vielseitigkeitsreiten (Military) der Mannschaft die Bronzemedaille gewann. Als Generalmajor war er zwischen 1936 und 1938 Kommandierender General der 1. Kavalleriedivision (1st Cavalry Division) sowie als Generalleutnant unter anderem zwischen 1940 und 1943 Kommandierender General der Zweiten US-Armee (Second US Army). Zuletzt war er von 1944 bis 1945 Kommandierender General der Army Ground Forces, den Bodentruppen der Army of the United States. Durch ein Sondergesetz des US-Kongresses wurde er im Juli 1954 noch zum General ernannt.

## Leben

### Beginn der Militärischen Laufbahn und Olympische Sommerspiele 1912

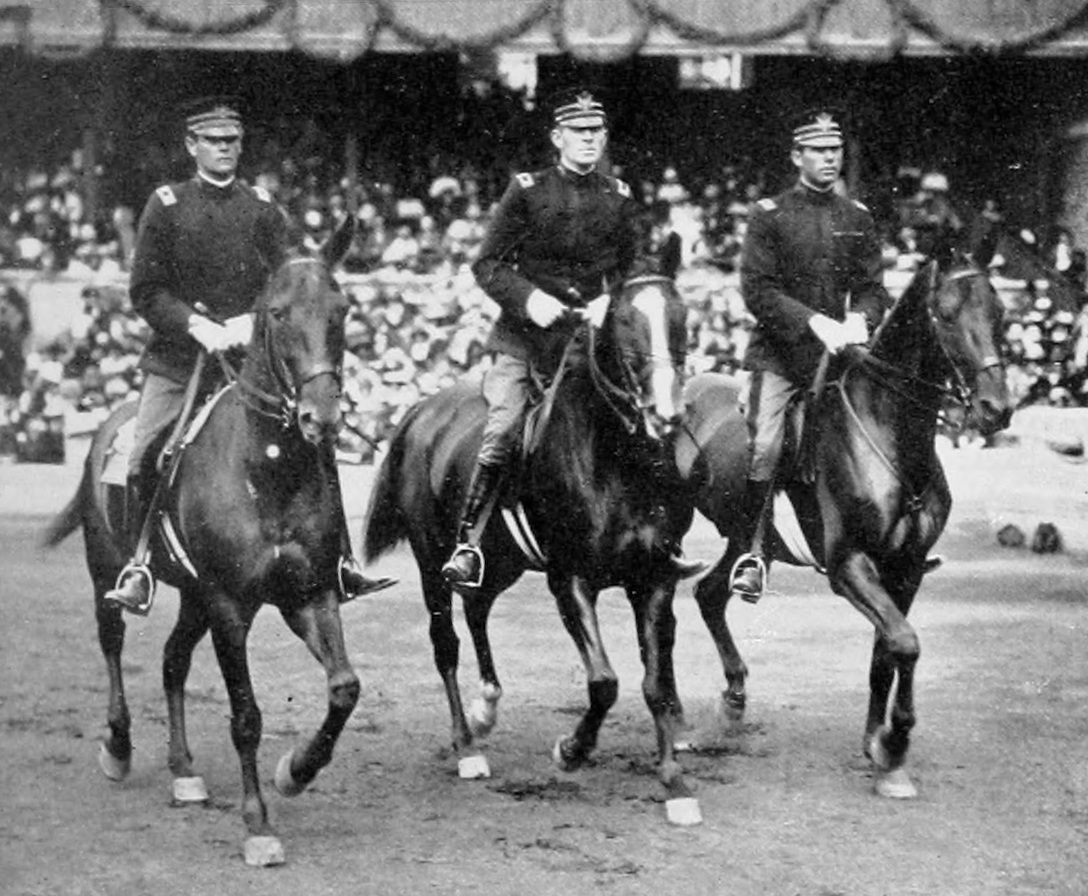
Leutnant Ben Lear (rechts) mit Hauptmann Guy Henry (links) und Leutnant Jack Montgomery (Mitte) bei den Olympischen Sommerspielen 1912 in Stockholm.

Benjamin Lear, zweites von vier Kindern von Benjamin Edgar Lear und Hannah Linden Lear, begann seinen Militärdienst 1898, als er in das 1. Colorado-Infanterieregiment der US-Freiwilligentruppen (US Volunteers) eintrat. Er nahm als First Sergeant am Spanisch-Amerikanischen Krieg (23. April bis 12. August 1898) teil und wurde während des darauf folgenden Philippinisch-Amerikanischen Krieges (4. Februar 1899 bis 4. Juli 1902) zum Leutnant (Second Lieutenant) des 1. Colorado-Infanterieregiment befördert. Im weiteren Kriegsverlauf diente er im 36. Infanterieregiment der US Volunteers, ehe er zum Kriegsende als Sergeant in die regulären Truppen (Regular Army) eintrat.
Neben seiner militärischen Laufbahn war Ben Lear auch als Vielseitigkeitsreiter aktiv. Bei den Olympischen Sommerspielen 1912 in Stockholm trat er im Vielseitigkeitsreiten (Military) der Mannschaft an. Auf seinem Pferd „Poppy“ gewann er zusammen mit seinen Mannschaftskameraden Ephraim Graham auf „Connie“, Guy Henry auf „Chriswell“ und Jack Montgomery auf „Deceive“ mit 137,33 Punkten die Bronzemedaille, nach der Mannschaft aus Schweden als Gold- sowie der Mannschaft aus dem Deutschen Kaiserreich als Silbermedaillen-Gewinner.
Er fand in der Folgezeit zahlreiche weitere Verwendungen als Offizier und nahm nach dem Kriegseintritt der USA in den Ersten Weltkrieg am 6. April 1917 am Ersten Weltkrieg teil.

### Zwischenkriegszeit
Nach Kriegsende war Lear zwischen dem 7. Juli 1919 und dem 19. August 1921 Leiter der Abteilung Reitkunst der Kavallerieschule (US Cavalry School) und wurde dort am 1. Juli 1920 zum Oberstleutnant (Lieutenant-Colonel) befördert. Zugleich besuchte er zwischen dem 19 August 1920 und dem 20. Juni 1920 erst die Heeres-Linienschule (Army School of the Line) und war vom 20. Juni bis 25. Juli 1922 kurzzeitig nach Fort Lewis abgeordnet. Nachdem er zwischen dem 25. Juli 1922 und dem 17. Juni 1923 das Command and General Staff College (CGSC) in Fort Leavenworth absolviert hatte, wurde er von Juni bis zum 24. Juli 1923 nach Fort Knox abkommandiert. Daraufhin fand er von Juli 1923 bis zum 29. Juni 1925 Verwendung als Instrukteur an den Allgemeinen Dienstschulen (General Sercive Schools) und absolvierte zwischen Juli 1925 und dem 30. Juni 1926 auch das US Army War College in den Washington Barracks.
Lear war im Anschluss von Juli bis zum 17. Oktober 1927 Kommandeur (Commanding Officer) des 1. Schwadron des 14. Kavallerieregiments (14th Cavalry Regiment) und wechselte im Oktober 1927 ins Büro des Generalinspekteur des Heeres (Office of the Inspector General of the US Army), in dem er bis zum 10. November 1930 Leiter der Inspektionsabteilung war. Während dieser Zeit erfolgte am 19. September 1929 seine Beförderung zum Oberst (Colonel). Danach fungierte er zwischen dem 3. Januar 1931 und dem 30. Juni 1933 als Kommandeur des 11. Kavallerieregiments (11th Cavalry Regiment) sowie von Juli 1933 bis zum 3. November 1934 erst als Inspektor des 9. Korpsbezirks (9th Corps Area), ehe er im Anschluss zwischen dem 4. November 1934 und dem 24. Juni 1936 Chef des Stabes des 9. Korpsbezirks. In dieser Verwendung wurde er am 1. Mai 1936 zum Brigadegeneral (Brigadier-General) befördert und war vom 2. bis zum 6. Juli 1936 kurzzeitig Kommandeur der 2. Kavalleriebrigade. Danach war er zwischen Juli 1936 und dem 31. Oktober 1938 Kommandierender General des I. Kavalleriekorps (I Cavalry Corps) sowie zugleich vom 6. Juli bis zum 24. Juni 1936 kommissarisch Kommandierender General der 1. Kavalleriedivision. Zugleich war er vom 4. September bis zum 25. Oktober 1936 erneut Kommandeur der 2. Kavalleriebrigade.
Am 1. Oktober 1936 wurde Ben Lear als Nachfolger von Francis Le J. Parker Kommandierender General der 1. Kavalleriedivision (1st Cavalry Division) und verblieb auf diesem Posten bis zum 21. November 1938, woraufhin Kenyon A. Joyce seine dortige Nachfolge antrat. In dieser Verwendung erfolgte zuletzt am 1. Oktober 1938 auch seine Beförderung zum Generalmajor (Major-General). Er war danach zwischen dem 9. Dezember 1938 und dem 16. Februar 1940 erst Kommanierender General des Pazifiksektors der Panamakanalzone sowie vom 16. Februar 1940 bis September 1940 Kommandierender General der Mobilen Streitkräfte in Panama (Panama Mobile Force).

### Zweiter Weltkrieg

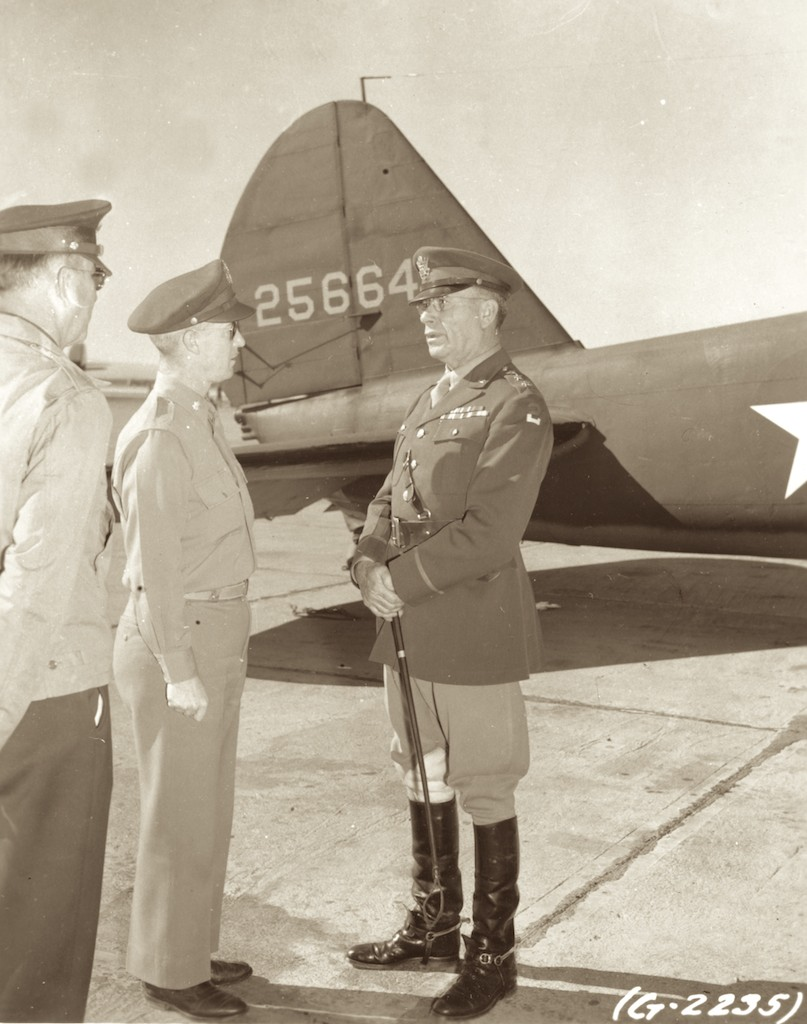
Generalleutnant Benjamin „Yoo-Hoo“ Lear bei einem Besuch der Davis-Monthan Air Force Base (1944).

Nach seiner Beförderung zum Generalleutnant (Lieutenant-General) der Army of the United States und der Verleihung des vorübergehenden Dienstgrads (Temporary Rank) eines Generalleutnants der US Army am 1. Oktober 1940 wurde Ben Lear Nachfolger von Stanley H. Ford als Kommandierender General der Zweiten US-Armee (Second US Army). Auf diesem Posten blieb er bis zum 25. April 1943 und wurde daraufhin von Lloyd Fredendall abgelöst. Zugleich war er zwischen dem 17. März 1941 und seiner Ablösung durch General Fredendall am 25. April 1943 auch Kommandierender General des neu geschaffenen Verteidigungskommandos Mitte (Central Defense Command). Als solcher war er für die Ausbildung einer großen Anzahl von US-Amerikanern zu Soldaten verantwortlich und erwarb sich den Ruf eines strengen Befürworters von Disziplinarmaßnahmen.
Während der Louisiana-Manöver führte Lear seine Zweite US-Armee gegen die Dritte US-Armee (Third US Army) unter Generalleutnant Walter Krueger. Bei diesen Manövern beurteilte Lear die Kontrolle und Disziplin der 35. Infanteriedivision (35th Infantry Division) als unbefriedigend und entließ deren Kommandeur, Generalmajor Ralph E. Truman von seinem Kommando. Im Vorfeld dieser Manöver erhielt Lear bereits den Spitznamen „Yoo-Hoo“. Am Sonntag, dem 6. Juli 1941, spielte er im Country Club in Memphis in Zivil Golf, als ein Konvoi von Armeelastern mit Soldaten der 35. Infanteriedivision vorbeirollte. Die Truppen in den vorbeifahrenden Lastwagen pfiffen einer Gruppe von Frauen in kurzen Hosen hinterher und bedachten diese mit unanständigen und obszönen Rufen. Lear hatte den Konvoi angehalten und den Offizieren gesagt, dass dieses Verhalten inakzeptabel sei und sie die Armee beschämt hätten. Lears Bestrafung bestand darin, dass jeder der 350 Männer im Konvoi die 72 Kilometer zurück zum Robinson Maneuver Training Center in drei Abschnitten zu je 24 Kilometer zurücklegte. Dies taten sie in der 36 Grad Celsius Hitze. Viele Männer brachen zusammen. Es gab einen Sturm öffentlicher Kritik an Lears Vorgehen von Leuten, die das Gefühl hatten, dass die Soldaten hart und kollektiv bestraft worden waren. Der Kommandeur der 35. Infanteriedivision, Generalmajor Ralph E. Truman, war politisch gut vernetzt und ein Cousin war Senator Harry S. Truman. Einige Kongressabgeordnete forderten die Pensionierung von Lear. Für die Armee war dies jedoch kein Fall von sexueller Belästigung, sondern von Disziplinlosigkeit, und es wurden keine Maßnahmen gegen Lear ergriffen. Der abfällige Spitzname „Yoo-Hoo“ blieb erhalten.
Nach Ablauf der Befristung seines vorübergehenden Dienstrangs als Generalleutnant am 30. Mai 1943 wurde „Yoo-hoo“ Lear in den Ruhestand versetzt, aber bereits am darauf folgenden 1. Juni 1943 in den aktiven Dienst zurückbeordert. 1943 erhielt er erstmals die Army Distinguished Service Medal. Er wurde daraufhin zwischen 1943 und 1944 von Kriegsminister Henry L. Stimson zum Mitglied des Personalausschusses des Kriegsministeriums berufen. Nachdem Generalleutnant Lesley J. McNair während der Operation Cobra am 25. Juli 1944 gefallen war, war er als dessen Nachfolger vom 25. Juli 1944 bis zum 20. Januar 1945 Kommandierender General der Heeresbodentruppen Army Ground Forces, und damit nach den Heeresdiensttruppen (Army Service Forces) und den Heeresfliegertruppen (Army Air Forces) die dritte Komponente des US-Heeres (Army of the United States). Für seine Verdienste wurde er 1945 erneut mit der Army Distinguished Service Medal ausgezeichnet. Anschließend war er seit Ende Januar 1945 stellvertretender Oberkommandierender der US-Streitkräfte auf dem europäischen Kriegsschauplatz (Deputy Commander in Chief Army Forces US European Theater of Operations) und trat schließlich am 31. Dezember 1945 als Generalleutnant in den Ruhestand.
Durch ein Sondergesetz des US-Kongresses wurde er im Juli 1954 noch zum General ernannt. Durch dieses Public Law 83-508 wurden neben ihm sieben weitere lebende Generalleutnante befördert, während vier verstorbene Generalleutnante diesen Dienstgrad posthum verliehen bekamen. Aus seiner Ehe mit Grace Lauman Russel Lear ging die Tochter Grace Russel Lear hervor, die allerdings schon 1927 zwanzigjährig verstorben war. Nach seinem Tode wurde er auf dem Nationalfriedhof Arlington beigesetzt.

## Auszeichnungen
Auswahl der Dekorationen, sortiert in Anlehnung der Order of Precedence of Military Awards:
- Army Distinguished Service Medal (2 ×)
- Silver Star